# 西蒙娜·布瓦塞克
西蒙娜·布瓦塞克（法語：Simone Boisecq；1922年4月7日—2012年8月6日）是一位法国雕塑家。她出生于法属阿尔及利亚阿尔及尔，毕业于阿尔及尔大学，逝世于欧赖。她曾在阿尔及尔和巴黎工作，她的作品被描述为抽象与具象之间的融合。她的丈夫是雕塑家卡尔-让·龙格（卡尔·马克思的外曾孙）。